# A Közel-Kelet legforgalmasabb repülőterei
Ez a lista a Közel-Kelet legforgalmasabb (évente több mint 5 000 000 utast kezelő) repülőtereit sorolja fel, az éves összes utasszám alapján, beleértve a megérkezett és az átszálló utasokat is.
A táblázatok az egyes repülőterek összes utasának százalékos változását is mutatják az elmúlt év során. Az adatokat minden egyes repülőtérre külön-külön kell beszerezni, és általában a nemzeti légiközlekedési hatóságok, a repülőtér üzemeltetőjének vagy a nemzetközi polgári légiközlekedési hatóságoknak a statisztikáiból származnak.

## 2024-es statisztika
A 2024-es adatokat frissítjük, mivel még nem minden repülőtér és állami szabályozó hatóság tette közzé a statisztikát.
| Helyezés | Repülőtér                                           | Kiszolgált város | Ország                  | Code (IATA/ICAO) | Összes utas | Helyezés változása | Változás %-ban |
| -------- | --------------------------------------------------- | ---------------- | ----------------------- | ---------------- | ----------- | ------------------ | -------------- |
| 01.      | Dubaji nemzetközi repülőtér                         | Dubaj            | UAE                     | DXB/OMDB         | 92 300 000  | Állandó            | 06 2%          |
| 02.      | Isztambuli repülőtér                                | Isztambul        | TUR                     | IST/LTFM         | 79 988 272  | Állandó            | 03 9%          |
| 03.      | Hamad nemzetközi repülőtér                          | Doha             | Katar                   | DOH/OTHH         | 52 700 000  | Állandó            | 14 8%          |
| 04.      | Abdul-Aziz király nemzetközi repülőtér              | Dzsidda          | Szaúd-Arábia            | JED/OEJN         | 49 100 000  | Állandó            | 15 0%          |
| 05.      | Sabiha Gökçen nemzetközi repülőtér                  | Isztambul        | TUR                     | SAW/LTFJ         | 41 482 901  | Állandó            | 12 0%          |
| 06.      | Antalyai repülőtér                                  | Antalya          | TUR                     | AYT/LTAI         | 38 254 905  | Állandó            | 07 3%          |
| 07.      | Khalid király nemzetközi repülőtér                  | Rijád            | Szaúd-Arábia            | RUH/OERK         | 37 000      | Állandó            | 17 8%          |
| 08.      | Abu-Dzabi nemzetközi repülőtér                      | Abu-Dzabi        | Egyesült Arab Emírségek | AUH/OMAA         | 29 400 000  | 01                 | 12 8%          |
| 09.      | Kairói nemzetközi repülőtér                         | Kairó            | EGY                     | CAI/HECA         | 27 700 000  | 01                 | 06 5%          |
| 10.      | Kuvaiti nemzetközi repülőtér                        | Kuvaitváros      | Kuvait                  | KWI/OKKK         | TBU         | 01                 | TBU            |
| 11.      | Sardzsai nemzetközi repülőtér                       | Sardzsa          | Egyesült Arab Emírségek | SHJ/OMSJ         | 17 101 725  | 01                 | 11 4%          |
| 12       | Ben-Gurion nemzetközi repülőtér                     | Tel-Aviv         | Izrael                  | TLV/LLBG         | 13 879 490  | 02                 | 34 2%          |
| 13.      | Maszkati nemzetközi repülőtér                       | Maszkat          | Omán                    | MCT/OOMS         | 12 899 829  | Állandó            | 02 4%          |
| 14.      | Mehrabad nemzetközi repülőtér                       | Teherán          | Irán                    | THR/OIII         | TBU         | TBU                | TBU            |
| 15.      | Esenboğa nemzetközi repülőtér                       | Ankara           | Törökország             | ESB/LTAC         | 12 853 024  | TBU                | 07 5%          |
| 16.      | Fahd király nemzetközi repülőtér                    | Dammám           | Szaúd-Arábia            | DMM/OEDF         | >12 000     | TBU                | TBU            |
| 17.      | Adnan Menderes repülőtér                            | İzmir            | Törökország             | ADB/LTBJ         | 11 512 096  | TBU                | 09 1%          |
| 18.      | Muhammad bin Abdul-Aziz herceg nemzetközi repülőtér | Medina           | Szaúd-Arábia            | MED/OEMA         | 10 912 802  | TBU                | 15 8%          |
| 19.      | Bahreini nemzetközi repülőtér                       | Muharraq         | Bahrein                 | BAH/OBBI         | 09 400 000  | 01                 | 08 0%          |
| 20.      | Alia királyné nemzetközi repülőtér                  | Ammán            | Jordánia                | AMM/OJAI         | 08 798 595  | 02                 | 07 4%          |
| 21.      | Hurghadai nemzetközi repülőtér                      | Gurdaka          | EGY                     | HRG/HEGN         | TBU         | TBU                | TBU            |
| 22.      | Lárnakai nemzetközi repülőtér                       | Lárnaka          | Ciprus                  | LCA/LCLK         | 08 661 354  | TBU                | 06 9%          |
| 23.      | Dalamani repülőtér                                  | Dalaman          | TUR                     | DLM/LTBS         | 05 662 465  | 04                 | 07 9%          |
| 24.      | Bejrút–Rafic Hariri nemzetközi repülőtér            | Bejrút           | Libanon                 | BEY/OLBA         | 05 620 000  | Állandó            | 20 8%          |
| 25.      | Teheráni nemzetközi repülőtér                       | Teherán          | Irán                    | IKA/OIIE         | TBU         | TBU                | TBU            |
| 26.      | Meshedi nemzetközi repülőtér                        | Meshed           | Irán                    | MHD/OIMM         | TBU         | TBU                | TBU            |
| 27.      | Sarm es-Sejk-i nemzetközi repülőtér                 | Sarm es-Sejk     | EGY                     | SSH/HESH         | TBU         | TBU                | TBU            |